# Plavání na Letních olympijských hrách 2024 – 200 m volný způsob ženy
Závod žen na 200 m volný způsob na Letních olympijských hrách 2024 se konal od 28. do 29. července 2024 v Paříži.

## Rekordy
| Světový rekord    | Ariarne Titmusová ( Austrálie) | 1:52,23 | Brisbane, Austrálie | 12. června 2024   |
| Olympijský rekord | Ariarne Titmusová ( Austrálie) | 1:53,50 | Tokio, Japonsko     | 28. července 2021 |

V průběhu soutěže byl stanoven nový olympijský rekord:
| Mollie O'Callaghanová ( Austrálie) | 1:53,27 | Finále | 29. července 2024 |

## Výsledky

### Rozplavby
|  | Postup do semifinále |

| Pořadí | Rozplavba | Plavec                   | Země                    | Čas     |
| ------ | --------- | ------------------------ | ----------------------- | ------- |
| 1.     | 3.        | Mollie O'Callaghan       | Austrálie               | 1:55,79 |
| 2.     | 4.        | Mary-Sophie Harvey       | Kanada                  | 1:56,21 |
| 3.     | 4.        | Ariarne Titmus           | Austrálie               | 1:56,23 |
| 4.     | 2.        | Li Bingjie               | Čína                    | 1:56,28 |
| 5.     | 2.        | Siobhán Haughey          | Hongkong                | 1:56,38 |
| 6.     | 2.        | Claire Weinstein         | Spojené státy americké  | 1:56,48 |
| 7.     | 3.        | Erika Fairweather        | Nový Zéland             | 1:56,54 |
| 8.     | 2.        | Maria Fernanda Costa     | Brazílie                | 1:56,65 |
| 9.     | 4.        | Yang Junxuan             | Čína                    | 1:56,83 |
| 10.    | 3.        | Barbora Seemanová        | Česko                   | 1:57,02 |
| 11.    | 4.        | Erin Gemmell             | Spojené státy americké  | 1:57,23 |
| 12.    | 3.        | Valentine Dumont         | Belgie                  | 1:57,50 |
| 13.    | 2.        | Lilla Minna Ábrahám      | Maďarsko                | 1:57,77 |
| 14.    | 4.        | Aimee Canny              | Jihoafrická republika   | 1:57,81 |
| 15.    | 3.        | Snæfríður Jórunnardóttir | Island                  | 1:58,32 |
| 16.    | 4.        | Rebecca Diaconescu       | Rumunsko                | 1:59,29 |
| 17.    | 4.        | Julia Mrozinski          | Německo                 | 1:59,87 |
| 18.    | 2.        | Enkhkhuslen Batbayar     | Mongolsko               | 1:59,94 |
| 19.    | 2.        | Lea Polonsky             | Izrael                  | 2:00,38 |
| 20.    | 3.        | María Yegres             | Venezuela               | 2:00,66 |
| 21.    | 4.        | Andrea Becali            | Kuba                    | 2:03,88 |
| 22.    | 3.        | Julimar Ávila            | Honduras                | 2:04,88 |
| 23.    | 1.        | Dhinidhi Desinghu        | Indie                   | 2:06,96 |
| 24.    | 2.        | Lojine Abdalla Salah     | Egypt                   | 2:07,19 |
| 25.    | 1.        | Ariana Southa Dirkzwager | Laos                    | 2:07,22 |
| 26.    | 1.        | Jehanara Nabi            | Pákistán                | 2:10,69 |
| 27.    | 1.        | Kaltra Meca              | Albánie                 | 2:12,21 |
| 28.    | 1.        | Maha Alshehhi            | Spojené arabské emiráty | 2:17,17 |
| 29.    | 1.        | Mashael Meshari A Alayed | Saúdská Arábie          | 2:19,61 |
| 30.    | 1.        | Duana Lama               | Nepál                   | 2:20,74 |
|        | 3.        | Nikolett Pádár           | Maďarsko                | DSQ     |

### Semifinále
|  | Postup do finále |

| Pořadí | Rozplavba | Plavec                   | Země                   | Čas     |
| ------ | --------- | ------------------------ | ---------------------- | ------- |
| 1.     | 2.        | Ariarne Titmus           | Austrálie              | 1:54,64 |
| 2.     | 2.        | Mollie O'Callaghan       | Austrálie              | 1:54,70 |
| 3.     | 1.        | Claire Weinstein         | Spojené státy americké | 1:55,24 |
| 4.     | 2.        | Siobhán Haughey          | Hongkong               | 1:55,51 |
| 5.     | 2.        | Yang Junxuan             | Čína                   | 1:55,90 |
| 6.     | 1.        | Barbora Seemanová        | Česko                  | 1:56,06 |
| 7.     | 2.        | Erika Fairweather        | Nový Zéland            | 1:56,31 |
| 8.     | 1.        | Mary-Sophie Harvey       | Kanada                 | 1:56,37 |
| 9.     | 2.        | Erin Gemmell             | Spojené státy americké | 1:56,46 |
| 10.    | 1.        | Li Bingjie               | Čína                   | 1:56,56 |
| 11.    | 1.        | Maria Fernanda Costa     | Brazílie               | 1:56,89 |
| 12.    | 1.        | Aimee Canny              | Jihoafrická republika  | 1:57,34 |
| 13.    | 1.        | Valentine Dumont         | Belgie                 | 1:57,50 |
| 14.    | 2.        | Lilla Minna Ábrahám      | Maďarsko               | 1:57,78 |
| 15.    | 2.        | Snæfríður Jórunnardóttir | Island                 | 1:58,78 |
| 16.    | 1.        | Rebecca Diaconescu       | Rumunsko               | 1:59,58 |

### Finále
| Pořadí                      | Plavec             | Země                   | Čas         |
| --------------------------- | ------------------ | ---------------------- | ----------- |
| Zlatá olympijská medaile    | Mollie O'Callaghan | Austrálie              | 1:53,27, OR |
| Stříbrná olympijská medaile | Ariarne Titmus     | Austrálie              | 1:53,81     |
| Bronzová olympijská medaile | Siobhán Haughey    | Hongkong               | 1:54,55     |
| 4.                          | Mary-Sophie Harvey | Kanada                 | 1:55,29     |
| 5.                          | Yang Junxuan       | Čína                   | 1:55,38     |
| 6.                          | Barbora Seemanová  | Česko                  | 1:55,47     |
| 7.                          | Erika Fairweather  | Nový Zéland            | 1:55,59     |
| 8.                          | Claire Weinstein   | Spojené státy americké | 1:56,60     |